# Larne Football Club Women
Maillots
Actualités
Le Larne Football Club Women est un club de football semi-professionnel basé dans la ville de Larne en Irlande du Nord. C'est la section féminine du Larne Football Club. L'équipe première évolue dans le championnat féminin de première division. 

## Histoire
La section féminine du Larne Football Club est créée en novembre 2004. Après quelques années de flottement, l'équipe féminine qui avait quitté un temps le giron du club masculin est définitivement réintégré en 2018 quand Kenny Bruce achète le club et entreprend de le restructurer complètement. 
Dès la première saison, l'équipe féminine remporte son championnat régional, le North 2 League Champions en restant invaincue. La progression est ensuite constante jusqu'à remporter le Championship, c'est-à-dire la deuxième division en 2022 et être ainsi promu pour la première fois en première division. Le club connait ainsi quatre promotions successives.
Pour sa première participation au championnat national, Larne termine à la septième place avec cinq victoires et 12 défaites.

## Palmarès
- NIWFA Championship
  - Vainqueur en 2022
- NIWFA Division 1
  - Vainqueur en 2021